# Italo Bertini
Italo Bertini (Italia - San Paulo, Brasil) fue un actor y director teatral italiano con carrera en Argentina durante las décadas de 1930 y 1940.

## Carrera
Maestro de actores, dirigió por varias décadas compañías italianas que formaron a artistas de la talla de Juanita Martínez y Darío Vittori; y presentando obras de aclamados autores como Luigi Pirandello. También hizo funciones beneficios con Herminia Mancini.
De extensa carrera en las tablas hizo su única incursión en el cine argentino con Donde mueren las palabras en 1946, con la dirección de Hugo Fregonese, y protagonizada por el primer actor Enrique Muiño.
En 1944 se presentó en el Teatro Marconi con la obra Vorrei Tornare a Napoli (Quisiera volver a Nápoles) con un repertorio de actores italianos como Umberto Dávide, Giuseppe Criscuolo, Ida Palombella, Carmen Lorefice, Pina Faccione e Italo Bari, entre otros.
En La linda planchadora, con música de Léon Vasseur, entre los actos segundo y tercero recitó el monólogo español Jabón de glicerina , y se hizo aplaudir en una canción picaresca.
En 1945 apareció la Gran Compañía de Operetas Vienesas junto con el como maestro director Enrique Giusti. En 1961 el Teatro Municipal de Chile era ocupado por la Compañía de Operetas Franca Boni-Victoria Sportelli.
Fue tenor cómico de varias de sus compañías, de quien se decía que era hermano de Francesca, la morena y bellísima reina del cinema de esos tiempo.
El actor y director Italo Bertini murió a fines de 1960 en una plaza de São Paulo, Brasil, debido a la hipotermia que sufrió por las bajas temperaturas, en una noche en la que no tenía donde dormir.

## Filmografía
- 1946: Donde mueren las palabras.

## Teatro
- 1945: El conde de Luxermburgo.
- 1944: Quisiera volver a Nápoles.
- 1944: Tu sogni Napoli.[6]
- La linda planchadora.
- Dos canarios de café.
- Orfeo en los infiernos.
- Ll piachere de don stato.
- Così è (se vi pare)